# Viktor Pokorny
Viktor rytíř Pokorny (německy Victor Ritter von Pokorny) (1. února 1843 Opava – 28. října 1908 Vídeň) byl rakousko-uherský generál. V c. k. armádě sloužil od roku 1862 a vyznamenal se v prusko-rakouské válce (1866). Jako štábní důstojník poté vystřídal službu u různých posádek v monarchii, mimo jiné působil v Brně. Řadu let strávil v Prešpurku, kde byl nakonec velitelem divize pěchoty. V roce 1895 dosáhl hodnosti polního podmaršála. 

## Životopis

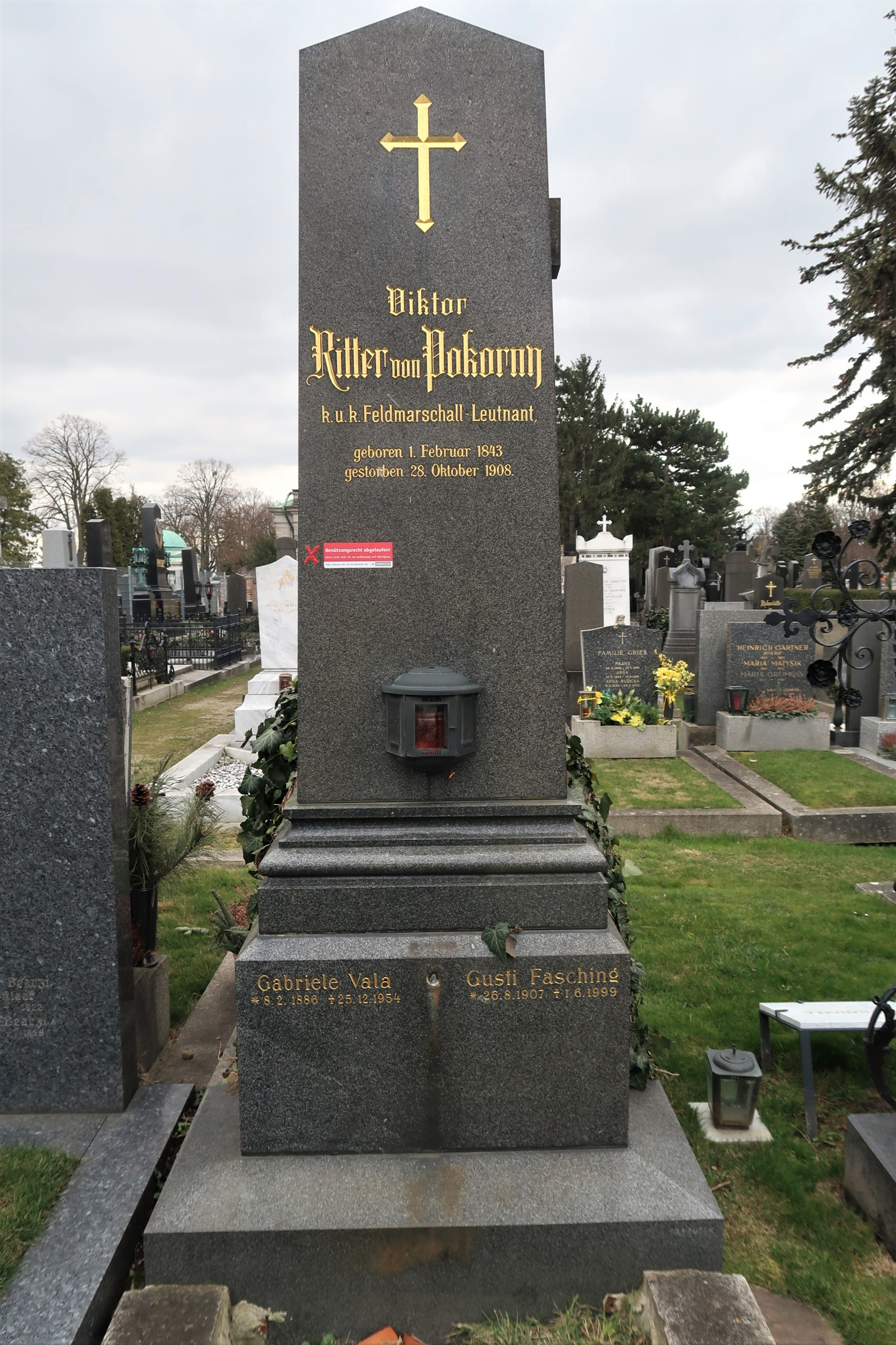
Hrob Viktora Pokorného na hřbitově v Hietzingu

Byl třetím a nejmladším synem státního úředníka a krajského prezidenta v Žatci Heřmana Pokorného (1798–1873) povýšeného v roce 1859 do šlechtického stavu. Narodil se v Opavě, kde tehdy jeho otec působil jako krajský komisař, podle otcova služebního zařazení pak dětství strávil v Hranicích, Těšíně, Vídni a Olomouci. Studoval na Tereziánské vojenské akademii ve Vídeňském Novém Městě a do armády vstoupil v roce 1862 jako podporučík k 5. husarskému pluku. Vyznamenal se v prusko-rakouské válce (1866) a v roce 1867 byl již nadporučíkem u 5. husarského pluku. Později si doplnil vzdělání na Válečné škole (K.u.k. Kriegschule) ve Vídni a byl přidělen ke sboru důstojníků generálního štábu, zároveň nadále sloužil u 5. husarského pluku, kde byl v roce 1872 povýšen na rytmistra. Jako major (1879) se stal šéfem štábu pěší divize v Komárně.
Jako štábní důstojník dále postupoval v hodnostech (podplukovník 1883, plukovník 1886) a byl mimo jiné šéfem štábu 10. armádního sboru v Brně. V roce 1893 byl povýšen do hodnosti generálmajora a převzal velení 27. pěší brigády v Prešpurku.Nakonec dosáhl hodnosti polního podmaršála (1895) a v letech 1895–1897 byl velitelem 14. pěší divize v Prešpurku. V Prešpurku působil několik let pod velením arcivévody Bedřicha a díky tomu získal několik vyznamenání od zahraničních návštěv. K datu 1. července 1897 byl ze zdravotních důvodů penzionován. Poté žil v soukromí ve Vídni. Ve věku 65 let spáchal sebevraždu, pohřben je na hřbitově v Hietzingu. 

## Tituly a ocenění
Od roku 1859 užíval spolu s otcem a staršími bratry prostý šlechtický stav. Za zásluhy ve válce v roce 1866 získal Řád železné koruny III. třídy s válečnou dekorací a díky tomu byl v roce 1872 obdržel šlechtický titul rytíře. Dále byl rytířem Leopoldova řádu a držitelem Vojenského záslužného kříže s válečnou dekorací. Několik vyznamenání získal také v zahraničí, byl nositelem francouzské Čestné legie, saského Albrechtova řádu II. třídy a saského Domácího řádu.

## Rodina
V roce 1870 se v Brně oženil s Eugenií Schlemleinovou (1849–1926), dcerou moravského zemského advokáta Eugena Schlemleina. Z manželství se narodily tři děti, dvě dcery a syn Viktor (1871–1872), který zemřel v dětství. 
V armádě sloužili také Viktorovi starší bratři, nejstarší Heřman (1839–1925) dosáhl hodnosti generála jezdectva a v závěru kariéry byl velitelem 6. armádního sboru v Košicích, další bratr August (1841–1890) byl podplukovníkem.